# Manuel Erotikos Komnen
Manuel Erotikos Komnen (gr. Μανουήλ Ἐρωτικός Κομνηνός, ur. ok. 955/960, zm. ok. 1020) – bizantyński arystokrata i wojskowy.

## Życiorys
Jest pierwszym w pełni udokumentowanym przodkiem rodu Komnenów. Po raz pierwszy został wspomniany w źródłach w 978 roku. Prowadził wtedy obronę Nicei przeciwko Bardasowi Sklerosowi. Jego żona była Maria, o której nic poza tym nie wiadomo. Mieli trójkę dzieci:
- Izaak I Komnen (ok. 1007–1061)
- nieznaną z imienia córkę, która poślubiła Michała Dokeianosa.
- Jan Komnen (ok. 1015-1067), ojciec późniejszego cesarza Aleksego I Komnena

Manuel na łożu śmierci w ok. 1020 powierzył dwóch synów Izaaka i Jana opiece cesarza Bazylego II Bułgarobójcy. 